# Tubanti
I Tubanti erano una tribù germanica stanziata nella parte orientale dei Paesi Bassi. Sono spesso identificati con i Tuianti, conosciuti da un'iscrizione sacrale nei pressi del Vallo di Adriano:
Deo / Marti / Thincso / et duabus / Alaisiagis / Bed(a)e et Fi/mmilen(a)e / et n(umini) Aug(usti) Ger/m(ani) cives Tu/ihanti / v(otum) s(olverunt) l(ibentes) m(erito)
Deo / Marti et duabus / Alaisiagis et n(umini) Aug(usti) / Ger(mani) cives Tuihanti / cunei Frisiorum / Ver(covicianorum) Se(ve)r(iani) Alexand/riani votum / solverunt / libent[es] / m(erito)
Si conosce molto poco su questa popolazione. Sono menzionati a proposito della prima spedizione militare di Germanico contro i Marsi, quando, insieme ai Bructeri e agli Usipeti, attaccarono ma furono sconfitti, da qualche parte nel Münsterland, le legioni che tornavano negli accampamenti invernali (a tal proposito si veda: Spedizione germanica di Germanico).
Nel 69, anno dei quattro imperatori, fornirono una coorte durante la rivolta batava, coorte che fu annientata dagli Ubi.
Nel 308, si unirono all'alleanza contro Costantino I, impegnato a combattere contro i Bructeri. Nel tardo IV secolo si fusero coi Sassoni.

## Fonti
- http://noorderlicht.vpro.nl/artikelen/17614176/
- http://news.bbc.co.uk/2/hi/science/nature/3705205.stm